# Alemu Megertu
Alemu Megertu, née le 12 octobre 1997, est une coureuse de fond éthiopienne. Elle a terminé troisième et deuxième au marathon de Londres en 2022 et 2023 respectivement.

## Parcours
Née en octobre 1997, Alemu Megertu remporte en 2019 la course féminine du Marathon de Rome. Elle établit également un nouveau record du parcours en 2 h 22 min 52 s. En 2020, elle termine à la cinquième place du classement féminin du marathon de Londres.
En février 2022, elle remporte le Marathon de Séville, en établissant un record de course et un record personnel de 2 h 18 min 51 s.
Puis Alemu Megertu obtient sa première médaille lors d'un World Marathon Major au Marathon de Londres 2012 en octobre, avec une médaille de bronze et un nouveau record personnel de 2 h 18 min 32 s. Puis elle termine deuxième dans la même compétition à Londres l’année suivante. Elle termine également en 2023 troisième du classement féminin  du  Marathon de Chicago en 2 h 17 min 9 s.
En 2024, elle termine 4e du marathon de Londres en améliorant son record (2 h 16 min 34 s). Puis en décembre, elle remporte le marathon de Valence en terminant en 2 h 16 min 49 s.

## Records personnels
- Semi-marathon : 1 h 6 min 43 s (Copenhague 2019)
- Marathon : 2 h 16 min 34 s (Londres 2024)